# Poly International Center
Le Poly International Center est un gratte-ciel en construction à Liuzhou en Chine. Il s'élèvera à 252.8 mètres. Son achèvement est prévu pour 2018. 